# As Neves (película)
As Neves es una película española de habla gallega de drama de 2024, escrita y dirigida por Sonia Méndez. Está protagonizada por Andrea Varela, David Rodríguez Fernández, Antía Mariño y Lucía Veiga, junto a los debutantes Xacobe Bruña Alonso, Irene Rodríguez Vence, Diego Caro, Santi Carmena Rico, Jenny Soto Romarís y Adriana Fernández Pazó. Se estrenó de forma mundial en el Festival de Málaga el 6 de marzo de 2024 y llegó a los cines españoles el 10 de mayo de 2024, con distribución de Sideral Cinema.

## Reparto
- Andrea Varela como Erea
- David Rodríguez Fernández como Manu
- Antía Mariño como Paula
- Xacobe Bruña Alonso como Diego
- Irene Rodríguez Vence como Sabela
- Diego Caro como Óscar
- Santi Carmena Rico como Breo
- Jenny Soto Romarís como Paloma
- Adriana Fernández Pazó como Bea
- Lucía Veiga como la Sargento Portas

## Producción
El 15 de diciembre de 2022, se anunció que el rodaje de la película As Neves, dirigida por Sonia Méndez en su primer largometraje de ficción, había comenzado en el pueblo gallego de Fonsagrada. Para enero de 2023, la película ya había alcanzado la fase final del rodaje. El músico británico Andy Bell, anteriormente bajista de Oasis, compuso la banda sonora para la película.
Aunque el presupuesto total de la cinta se desconoce, el largometraje recibió 302.892 euros procedentes de las ayudas generales del ICAA, así como dos importes en ayudas de la Junta de Galicia de 18.200 euros para la fase de desarrollo en 2019 y de 260.000 euros para el rodaje en 2022.

## Lanzamiento y marketing

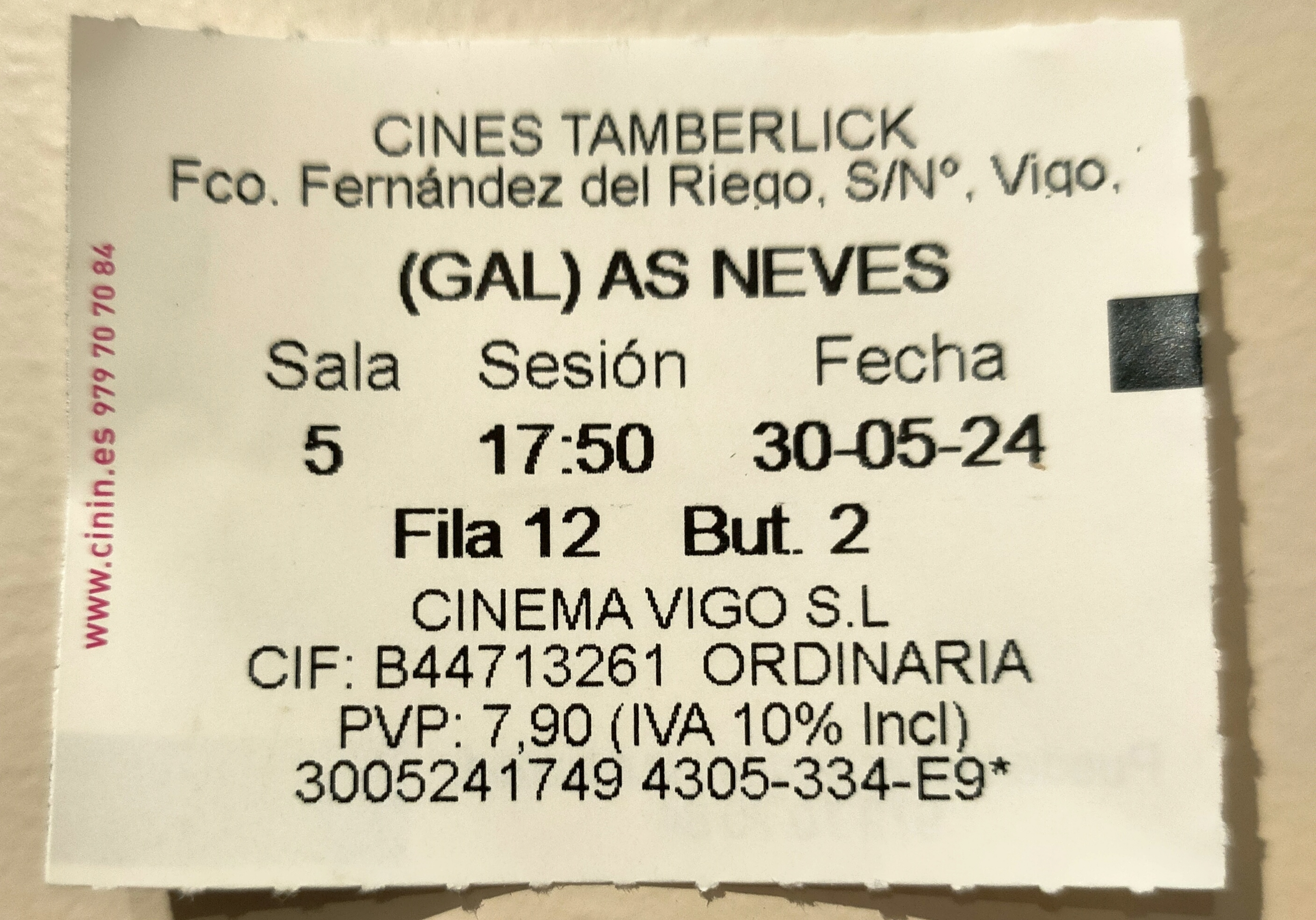
Entrada para la película 'As Neves' en los cines Tamberlick de Vigo.

En febrero de 2024, se anunció que As Neves tendría su estreno mundial en el Festival de Málaga el 6 de marzo de 2024, y Sideral Cinema programó su estreno en cines para el 10 de mayo de 2024. El 18 de abril de 2024, el tráiler final de la película fue lanzado.
Desde septiembre de 2024 la película está disponible en la plataforma de streaming HBOMAX

## Recepción

### Taquilla
En su primera semana, As Neves se estrenó en 24 cines, coincidiendo principalmente con los estrenos de El reino del planeta de los simios, Tarot, Hasta el fin del mundo y Una mujer italiana, entre otras cintas.

### Recepción
As Neves recibió críticas generalmente positivas por parte de los críticos. Sergi Sánchez de La Razón le dio a la cinta tres estrellas y media de cinco, diciendo que "parece que As Neves va a convertirse en un thriller procedimental, pero Sonia Méndez [...] está interesada en las emociones de los principales implicados durante el proceso" y que "nos da la oportunidad, no tan habitual, de acercarnos a la vida de los adolescentes en la España rural, aunque el retrato, sospechamos, no es tan distinto al de los chicos y chicas de las grandes ciudades", además de escribir sobre los encuadres que "rechazan el mundo adulto, a menudo en fuera de campo o en plano general [...] Ese rigor en el punto de vista encierra a los jóvenes en la angustia de la espera, que, tal vez, se dilata demasiado cuando lo que Méndez quiere decir de su generación ha quedado claro", concluyendo que la cinta "nos da la oportunidad, no tan habitual, de acercarnos a la vida de los adolescentes en la España rural, aunque el retrato, sospechamos, no es tan distinto al de los chicos y chicas de las grandes ciudades". Enid Román Almansa de Cinemanía también le dio a la película tres estrellas y media de cinco, escribiendo que la película "no es que ignore esos temas [de la relación de los adolescentes con el sexo y la drogas], pero sí que los trata como merecen, es decir, como una parte más de lo que supone esa etapa de descubrimiento, sin exaltar nada, tampoco pasando ningún filtro por encima" y definiendo la película como "un drama juvenil respetuoso con la nueva generación", además de elogiar al reparto de jóvenes actores noveles diciendo que "transmiten esa autenticidad que demanda un filme grabado enteramente desde el punto de vista adolescente". Borja García Tejero de Butaca y Butacón también le dio tres estrellas y media de cinco, diciendo que la cinta "retrata [...] a las mil maravillas algunos de los aspectos actuales de una juventud absorbida por el uso de las redes sociales y la constante conexión de popularidad que ello conlleva" y describiendo la cinta como "una magnífica propuesta en la que se demuestra el profundo cambio que se produce en la juventud y en su relación con el mundo después de la falta de ética en las decisiones que se toman", además de añadir que "atrapa al espectador de inicio a fin y [...] se desmarca de la necesidad de crear tensión a través de grandes alardes para que brillen las emociones y la evolución de sus protagonistas".
Ricardo Rosado de Fotogramas le dio a al película tres estrellas de cinco, diciendo que la película "no solo regala un sincero relato sobre un grupo de centennials galegos, sino que nos descubre que, por muy diferentes que sean las herramientas con las que son atormentados, sus miedos y preocupaciones son absolutamente transgeneracionales" y describiendo la cinta como "un estupendo debut en la ficción para una cineasta que ha sabido encontrar en las víctimas un argumento que resultaría demasiado manido si, como de costumbre, se hubiese rendido a hablar de culpables [...] As Neves no quiere saber qué ha ocurrido (ni qué va a ocurrir), sino que nos invita a centrarnos en entender por qué, algo mucho más interesante". Júlia Olmo de Culturplaza dijo que, en la película, "a través de lo particular, de lo que le sucede a un grupo de jóvenes que viven en un entorno muy concreto, [...] se refleja algo colectivo: cómo entendemos hoy el mundo a través de esos dos universos, cómo a veces lo virtual y lo analógico conviven y otras chocan y uno toma fuerza mientras que el otro desaparece" y añadiendo que una de sus grandes virtudes reside "en la sutileza, la humanidad y la falta de sensacionalismo con la que la directora explora las cuestiones que propone", concluyendo que la cinta es "una película modesta, sin afán de pretenciosidad, que termina revelándose como una grata sorpresa dentro de una cartelera a menudo demasiado previsible y oportunista". Alfonso Rivera de Cineuropa escribió que la película "se erige en otro retrato de una juventud distanciada de los adultos, quienes no tienen ni idea de lo que sus hijos sienten, desean o, simplemente, viven" y que la cinta es "un drama juvenil revestido de thriller rural, protagonizado por debutantes que añaden autenticidad a la ficción", aunque criticó que los actores debutantes "en algunas escenas delatan su falta de pericia expresiva ante la cámara", concluyendo que la cinta "logra mantener el suspense de su trama policial al tiempo que describe cómo se usa –y abusa de– las tecnologías".
Noé R. Rivas de Mindies elogió la apuesta de "por un enfoque pausado y observacional, huyendo de cualquier tentación sensacionalista"  y escribió que Méndez, "huye de estridencias y facilidades narrativas para centrarse en plasmar con honestidad las contradicciones que acompañan la experiencia adolescente actual" y que "pocas veces el cine español reciente ha sabido captar con tanta autenticidad y sensibilidad el torbellino emocional de la adolescencia", además de elogiar las interpretaciones de los actores jóvenes como "sencillamente admirables", concluyendo que la película "constituye un valioso ejercicio de mirada franca y desprejuiciada hacia las vivencias, anhelos y sinsabores de la juventud actual". Laura Zurita de No es cine todo lo que reluce le dio a la película un 7.5 de 10, escribiendo que la cinta "retrata de manera convincente el ambiente en el pueblo y la pandilla y las conversaciones entre los personajes, y el espectador tiene la impresión de ver a adolescentes hablando entre ellos" y dijo que los actores que "dan una imagen natural y auténtico", además de elogiar la dirección de Méndez como "sobria y eficaz [...] La directora elige planos medios, y quiere acercarse a sus personajes para ver las acciones en su contexto", concluyendo que la cinta es "una película inquietante que nos confronta con la cruda realidad de unos adolescentes que ven transformada su existencia por un video de Internet". Mario Hernández de mundoCine le dio a la película cuatro estrellas y media de cinco, escribiendo que la película "se concibe como un intento fructífero de acompañar – que no juzgar – a los protagonistas de esta historia en su viaje personal" y describió la dirección de actores como "inmaculada [...] lleva a este elenco repleto de actores y actrices nóveles a dejar unas interpretaciones en las que se desnudan emocionalmente frente a la cámara", concluyendo que la película es "un thriller rural intimista, que invita a un espectador no enjuiciador a acompañar a los jóvenes protagonistas en este viaje hacia la concienciación de las consecuencias que pueden tener sus actos".
Sin embargo, no todas las críticas de la película fueron positivas. Santiago Varela Antúnez de Cinemagavia le dio a la película un 4 de 10, escribiendo que la combinación de thriller dramático con tintes intimistas y contemplativos "no acaba encajando del todo, ya que la simpleza de su trama inicial, no ayuda a que sus personajes consigan expresar sus emociones de forma adecuada" y que sus imágenes contemplativas "no logran generar el efecto buscado, acaban entorpeciendo un thriller al que le falta algo de ritmo", aunque destacó la dirección de producción como lo mejor de la película, concluyendo que la cinta es "una ópera prima algo fallida, pero que demuestra que detrás hay una gran autora con ganas de contar historias y de mostrar al mundo entornos con conflictividades distintas a lo hegemónico". Pedro de Frutos de El Ónfalos le dio a la película un 5.4 de 10, escribiendo que la película avisa del manejo de las redes sociales por parte de los adolescentes "de forma natural, como si la cámara fuese uno más de los chicos. Pero también de forma alocada" y señalando que "busca espontaneidad cuando todo parece demasiado calculado desde el minuto de silencio que abre el film". José María Aresté de deCine21.com le dio a la cinta un 4 de 10, escribiendo que "la intención es buena, pero toda la narración es muy cansina, alargada artificialmente, y eso que la cinta apenas dura ochenta minutos" y que "deja cierta sensación de vacío, una especie de grito 'así está el mundo'", aunque sí elogió las imágenes como "atractivas", la dirección de actores diciendo que "consigue que los actores, no profesionales, lo hagan bien" y que la cinta "plantea cuestiones de interés". Víctor A. Gómez de La Opinión de Málaga usó la película como ejemplo de la "falta de punch, esa ausencia de contundencia con la que desarrollar [los] planteamientos argumentales" en el cine español reciente, diciendo que "no se atreve [...] a indagar [en sus temáticas complejas], con un off, un fuera de campo que a veces dificulta el propio desarrollo de los acontecimientos y bastante puerilidad a la hora de retratar a los culpables de los hechos" y escribiendo que "no tiene temperatura emocional, no sabe generar estados de ánimo ni apunta más allá del teletipo con el que una agencia de noticias despacharía esta historia".